# Карповская (Чарозерское сельское поселение)
Карповская — деревня в Кирилловском районе Вологодской области.
Входит в состав Чарозерского сельского поселения, с точки зрения административно-территориального деления — в Печенгский сельсовет.
Расстояние до районного центра Кириллова по автодороге — 113,8 км.
По переписи 2002 года население — 5 человек.